# Derbi de los ferroviarios
El Derbi de los ferroviarios es el partido de fútbol donde se enfrentan el PFC Lokomotiv Plovdiv contra el PFC Lokomotiv Sofia, los cuales son los dos equipos más populares de Bulgaria relacionados con la industria ferroviaria y representan a las ciudades de Plovdiv y Sofía, las cuales son las más grandes y desarrolladas del país.

## Historia
El rivval tradicional del PFC Lokomotiv Plovdiv es el PFC Botev Plovdiv, de la misma ciudad, mientras que el Lokomotiv Sofia fue campeón nacional en dos ocasiones antes de la profesionalización del fútbol en Bulgaria.
Luego de la llegada del comunismo en 1948 todos los equipos de fútbol pasaron a manos del estado utilizado el modelo soviético, por lo que ambos equipos se vieron forzados a cambiar de nombre. Ambos equipos se enfrentaron por primera vez el 16 de abril de 1950 en un partido amistoso que ganó el Sofía por 1-0. Desde entonces se han enfrentado regularmente a excepción de breves lapsos donde tanto un como el otro equipo descendieron de categoría, iniciando con el descenso de Lokomotiv Plovdiv en 1955 y retornó hasta 1962, convirtiéndose en la sombra del Lokomotiv Sofía, que durante ese periodo de siete años se volvió un equipo competitivo a nivel nacional.
Los resultados se invirtieron a finales de los años 1960 cuando el Lokomotiv Plovdiv se volvió el equipo competitivo mientras que el Lokomotiv Sofia solo tenía resultados mediocres, incluyendo su descenso en 1969, retornando tres años después a la primera división. Luego de ser campeón en 1978, el Lokomotiv Plovdiv desciende en 1980, por lo que el derbi no se jugaría por los siguientes tres años hasta 1983.
Luego de la caída del régimen comunista en 1989 se privatizó la economía los resultados mejoraron para el Lokomotiv Sofía mientras que para el Lokomotiv Plovdiv fueron inestables hasta que desciende en 1999, regresando tres años después luego de que se fusionara con el Belasitsa Petrich. Mientras que el Plovdiv peleaba por no descender, el Sofía peleaba en los primeros lugares clasificando regularmente a la UEFA Cup.

## Estadísticas

### Títulos
| Torneo                      | Lokomotiv Sofia | Lokomotiv Plovdiv |
| --------------------------- | --------------- | ----------------- |
| Bulgarian Championship      | 4               | 1                 |
| Copa de Bulgaria            | 4               | 2                 |
| Supercopa de Bulgaria       | 0               | 2                 |
| Copa de la Armada Soviética | 0               | 1                 |
| Copa de los Balcanes        | 1               | 0                 |
| Total                       | 9               | 6                 |

### Partidos
|            | Partidos | Lokomotiv Sofia | Empates | Lokomotiv Plovdiv | Goles Lokomotiv Sofia | Goles Lokomotiv Plovdiv |
| ---------- | -------- | --------------- | ------- | ----------------- | --------------------- | ----------------------- |
| Parva Liga | 102      | 45              | 26      | 31                | 145                   | 113                     |